# Elise Arnberg
Elisabeth (Elise) Zénaide Arnberg, född Talén 11 november 1826 i Jakobs församling i Stockholm, död 6 september 1891 i Stockholm, var en svensk fotograf och målare, känd för sina miniatyrmålningar med porträtt. Hon arbetade i akvarell, gouache och krita. 
Hon var dotter till ciselören Eric Talén och Henrietta Engelbrecht samt gift med bruksförvaltaren och fotografen Thure Arnberg, som fyra år tidigare hade återvänt till Sverige efter en tid i Kalifornien. De gifte sig i Korsnäs 1859 och flyttade till Falun 1863. Ett år efter sin makes bortgång återflyttade Elise Arnberg 1867 till Stockholm. Arnberg studerade konst för August Malmström och Anders Lundquist. Hon medverkade i utställningar med Stockholms konstförening. Hennes konst består huvudsakligen av miniatyrmålningar på elfenben. Hon var under sin tid i Falun även verksam som fotograf. Arnberg finns representerad vid bland annat Nationalmuseum i Stockholm, Norrköpings Konstmuseum, Nordiska museet, Länsmuseet Gävleborg, Kulturen  och med fotografier vid Västergötlands museum.

## Bildgalleri

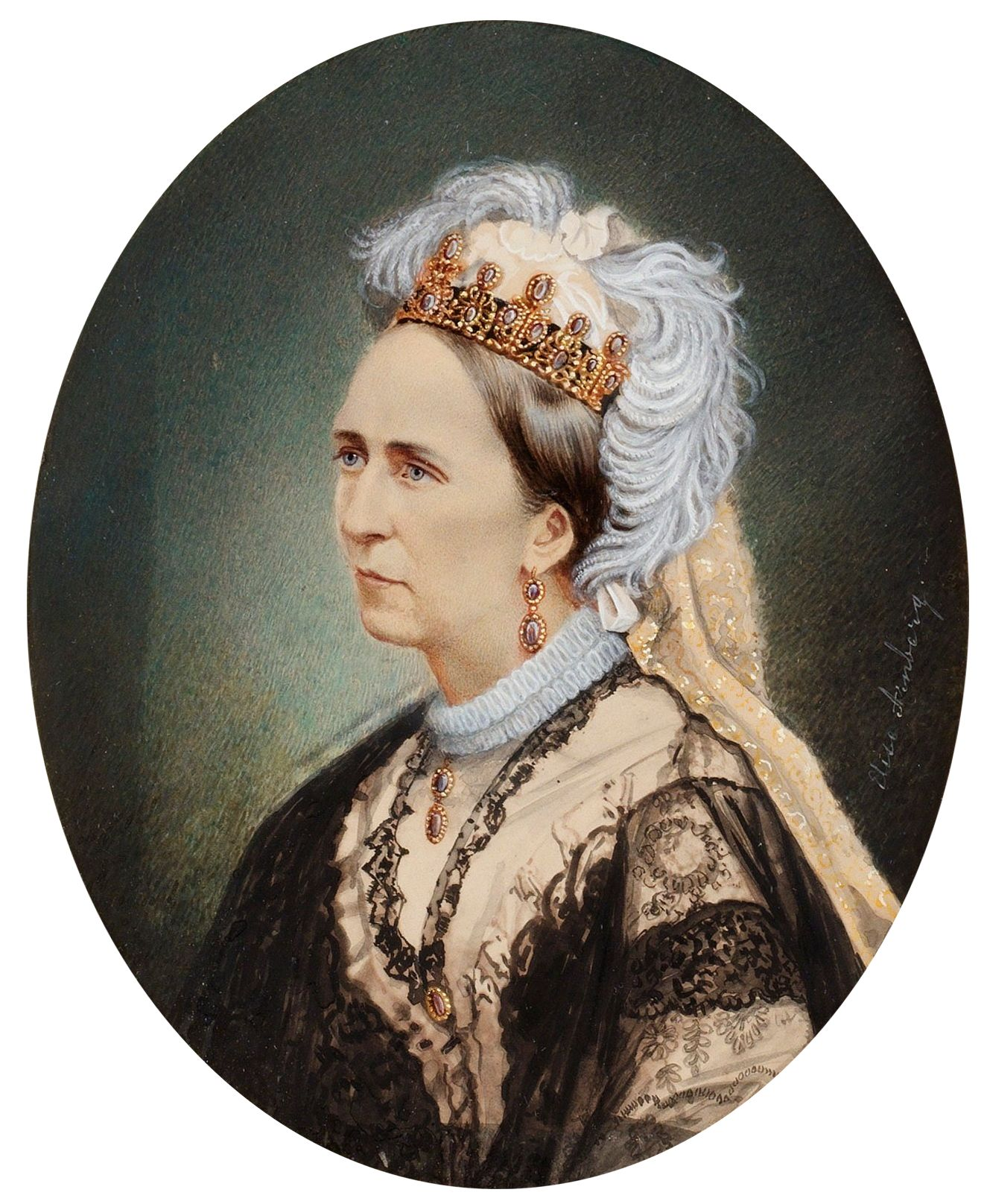
Porträtt av prinsessan Eugénie.
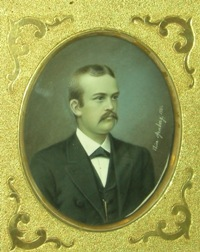
Porträtt av Carl Gustaf Dahlerus.